# Petron Corporation
Petron Corporation é uma companhia petrolífera das Filipinas.

## História
A companhia foi estabelecida em 1933 com as operações da Socony Vacuum Oil Company.